# Francisco Flores (calciatore 2002)
Alexis Francisco Flores (Vicente López, 11 gennaio 2002) è un calciatore argentino, difensore del Quilmes in prestito dal San Lorenzo.

## Caratteristiche tecniche
È un difensore centrale elegante nelle movenze, abile in marcatura ed in impostazione del gioco.

## Carriera

### Club
Cresciuto nel settore giovanile del San Lorenzo, debutta in prima squadra il 30 dicembre 2012 in occasione dell'incontro di Copa de la Liga Profesional vinto 3-1 contro l'Atl. Tucumán.

### Nazionale
Ha giocato nella nazionale argentina Under-17, con la quale nel 2019 ha partecipato ai Mondiali di categoria.

## Statistiche

### Presenze e reti nei club
Statistiche aggiornate al 7 maggio 2021.
| Stagione        | Squadra         | Campionato      | Campionato | Campionato | Coppe nazionali | Coppe nazionali | Coppe nazionali | Coppe continentali | Coppe continentali | Coppe continentali | Altre coppe | Altre coppe | Altre coppe | Totale | Totale |
| Stagione        | Squadra         | Comp            | Pres       | Reti       | Comp            | Pres            | Reti            | Comp               | Pres               | Reti               | Comp        | Pres        | Reti        | Pres   | Reti   |
| --------------- | --------------- | --------------- | ---------- | ---------- | --------------- | --------------- | --------------- | ------------------ | ------------------ | ------------------ | ----------- | ----------- | ----------- | ------ | ------ |
| 2020            | San Lorenzo     |                 | -          | -          | CdL             | 1               | 0               | CL                 | 0                  | 0                  |             | -           | -           | 1      | 0      |
| 2021            | San Lorenzo     |                 | -          | -          | CA+CdL          | 2               | 0               | CL+CS              | 1+2                | 0                  |             | -           | -           | 5      | 0      |
| Totale carriera | Totale carriera | Totale carriera | 0          | 0          |                 | 3               | 0               |                    | 3                  | 0                  |             | -           | -           | 6      | 0      |